# Región de Plessur
La Región de Plessur es una unidad administrativa del cantón de los Grisones, Suiza. Sustituyó el 1 de enero de 2017 al anterior distrito de Plessur, con el que coincide, más la incorporación de la vieja comuna de Haldenstein, que pertenecía al antiguo distrito de Landquart. Los tres círculos en los que se subdividía fueron disueltos. 
Comprende las siguientes comunas:
- Arosa
- Coira
- Churwalden
- Tschiertschen-Praden